# Jean Baptiste François de La Villéon
Pour les articles homonymes, voir La Villéon.
Jean-Baptiste-François, comte de La Villéon de La Villevalio, seigneur du Frescheclos dans les Côtes-d'Armor, né le 30 octobre 1740 à Erquy et mort le 13 janvier 1820 à Pommeret, est un officier de marine français. Il prend part à la guerre d'indépendance des États-Unis et termine sa carrière sous le Premier Empire avec le grade de vice-amiral. Il est membre de l'Ordre de Cincinnatus et chevalier de l'ordre de Saint-Louis.

## Biographie

### Origines et famille
Jean-Baptiste-François de La Villéon descend de la famille de La Villéon, une ancienne famille noble de Bretagne, connue dans cette province dès l'an 1381. Fils aîné de Guillaume de La Villéon et de Marie Mathurine Gourdel, il est le chef de la branche « des Marais » de cette famille qui réside alors dans le diocèse de Saint-Brieuc, sur leur terre du Frescheclos, dans la paroisse de Pommeret (dans l'ancien département des Côtes-du-Nord). Cette famille porte pour armes « d'argent au houx arraché de sinople au chef de sable fretté de six pièces d'or ».
Il était le frère de Toussaint Léonard de La Villéon de La Villevallio (1766-1795), écuyer de Madame Victoire, lieutenant colonel au régiment d'Anjou, fusillé par les troupes républicaines lors de l'expédition de Quiberon, à laquelle il avait pris part en tant que colonel commandant le régiment de Rohan.

### Carrière dans la Marine
Il entre dans la marine royale et intègre une compagnie de gardes de la Marine en 1755, quelques mois avant le début de la guerre de Sept Ans. Il est fait chevalier de l'ordre royal et militaire de Saint-Louis en 1775 et reçoit une brevet de capitaine de vaisseau en 1781.
Au cours de sa carrière, il fait dix-sept campagnes en mer, dont cinq avec des responsabilités de commandement sur divers bâtiments du Roi. Il prend part à la guerre d'indépendance des États-Unis, et participe à tous les combats des armées navales françaises sous les ordres des officiers généraux le comte de Guichen et le comte de Grasse. Le 9 avril 1782, à la bataille des Saintes, c'est lui qui commande le Ville de Paris, 104 canons, vaisseau amiral à partir duquel le compte de Grasse commande la flotte française.
Il est fait comte en 1789 parvint au grade de contre-amiral en 1792 par brevet du roi Louis XVI. Il quitte le service au moment de la Révolution, avant de réintégrer la Marine sous l'Empire. Il est promu au grade de vice-amiral en 1814. Il décède le 13 janvier 1820 à Pommeret, dans les Côtes-d'Armor, à l'âge de 79 ans.

### Mariage et descendance
Il épouse, à Saint-Malo, Marie Jeanne Duval dont il a eu six enfants cinq filles et Jean Marie de la Villéon qui sert dans la marine royale au département de Brest. Il est l’ancêtre d'Emmanuel de La Villéon.

### Sources et bibliographie
- Nicolas Viton de Saint-Allais (dir.), Nobiliaire universel de France : ou Recueil général des généalogies historiques des maisons nobles de ce royaume, vol. 9, Paris, Au bureau du Nobiliaire universel de France, 1816 (lire en ligne), p. 442
- Christian de La Jonquière, Officiers de Marine aux Cincinnati, Éditions Poliphile, 1988
- Jean-Baptiste François de La Villéon, Villéon, contre-amiral, à la Convention, N.-H. Nyon, 1793, 16 p.
- Georges Six, Dictionnaire biographique des généraux et amiraux français de la Révolution et de l'Empire, tome II, 1934